# Liste de jeux vidéo sur les 24 Heures du Mans
La liste de jeux vidéo sur les 24 Heures du Mans présente les nombreux jeux vidéo de simulation de course automobile qui se basent ou reprennent l'épreuve d'endurance française des 24 Heures du Mans.

## Liste
| Date de sortie     | Titre                     | Développeur                           | Éditeur                                    | Saison                 | Plate-forme                | Notes                                                            |
| ------------------ | ------------------------- | ------------------------------------- | ------------------------------------------ | ---------------------- | -------------------------- | ---------------------------------------------------------------- |
| 1976               | Le Mans                   | Atari                                 | Atari                                      | 24 Heures du Mans 1976 | ARC                        | Premier jeu vidéo sur les 24 Heures du Mans                      |
| 1982               | LeMans                    |                                       | Commodore, Load 'n' Run                    | 24 Heures du Mans 1982 | C64                        |                                                                  |
| novembre 1986      | WEC Le Mans 24            | Konami                                | Konami                                     | 24 Heures du Mans 1986 | ARC • C64 • CPC • ZX • MSX | Apparition des perspectives                                      |
| septembre 1997     | Le Mans 24                | Sega                                  | Sega                                       | 24 Heures du Mans 1997 | ARC                        | Premier 3D sur Le Mans                                           |
| octobre 1998       | Grand Prix Legends        | Papyrus Design Group                  | Sierra                                     | 24 Heures du Mans 1967 | PC                         | Apparait dans le téléchargement le circuit des 24 Heures de 1967 |
| 14 janvier 2000    | 24 Heures du Mans         | Eutechnyx                             | Atari                                      | 24 Heures du Mans 2000 | PC • PSX • GBC • DC • PS2  |                                                                  |
| mai 2002           | Le Mans 24 heures         | Melbourne House                       | Atari                                      | 24 Heures du Mans 2002 | PC                         |                                                                  |
| 27 juin 2003       | F1 Challenge 99-02        | EA Sports                             | Electronic Arts                            | 24 Heures du Mans 2003 | PC                         | Dans le téléchargement                                           |
| 28 décembre 2004   | Gran Turismo 4            | Polyphony Digital                     | Sony Computer Entertainment                | 24 Heures du Mans 2004 | PS2                        |                                                                  |
| 31 août 2005       | rFactor                   | Image Space Incorporated              | Self published by Image Space Incorporated | 24 Heures du Mans 2005 | PC                         |                                                                  |
| 15 octobre 2005    | GT Legends                | SimBin Development                    | 10Tacle                                    | 24 Heures du Mans 2005 | PC                         | Dans le téléchargement : Le Mans actuel et Le Mans 1967          |
| 29 septembre 2006  | GTR 2: FIA GT Racing Game | Blimey! Games Ltd.sous licence SimBin |                                            | 24 Heures du Mans 2006 | PC                         |                                                                  |
| 30 mai 2008        | Race Driver: GRID         | Codemasters Racing Studio             | Codemasters                                | 24 Heures du Mans 2008 | PC • PS3 • X360            |                                                                  |
| 1er septembre 2008 | GTR Evolution             | Studios SimBin                        | Atari.Viva Media                           | 24 Heures du Mans 2008 | PC                         |                                                                  |
| 22 octobre 2009    | Forza Motorsport 3        | Turn 10 Studios                       | Microsoft Game Studios                     | 24 Heures du Mans 2009 | X360                       |                                                                  |
| 24 novembre 2010   | Gran Turismo 5            | Polyphony Digital                     | Sony Computer Entertainment                | 24 Heures du Mans 2010 | PS3                        |                                                                  |
| 11 octobre 2011    | Forza Motorsport 4        | Turn 10 Studios                       | Microsoft Game Studios                     | 24 Heures du Mans 2011 | X360                       |                                                                  |
| 22 novembre 2013   | Forza Motorsport 5        | Microsoft Games Studios               | Turn 10                                    | 24 Heures du Mans 2013 | Xbox One                   |                                                                  |
| 5 décembre 2013    | Gran Turismo 6            | Polyphony Digital                     | Sony Computer Entertainment                | 24 Heures du Mans 2013 | PS3                        |                                                                  |
| 7 mai 2015         | Project CARS              | Slightly Mad Studio                   | Slightly Mad Studios                       | 24 Heures du Mans 2015 | PC PlayStation 4 Xbox One  |                                                                  |
| 22 septembre 2017  | Project CARS 2            | Slightly Mad Studio                   | Slightly Mad Studios                       | 24 Heures du Mans 2016 | PC PlayStation 4 Xbox One  |                                                                  |
| 3 octobre 2017     | Forza Motorsport 7        | Microsoft Games Studios               | Turn 10                                    | 24 Heures du Mans 2017 | Xbox One                   |                                                                  |
| 17 octobre 2017    | Gran Turismo Sport        | Polyphony Digital                     | Sony Computer Entertainment                | 24 Heures du Mans 2017 | PlayStation 4              |                                                                  |
| 20 février 2024    | Le Mans Ultimate          | Studio 397                            | Studio 397                                 | 24 Heures du Mans 2023 | PC                         | Jeu en accès anticipé disponible au public sur Steam             |